# Cord

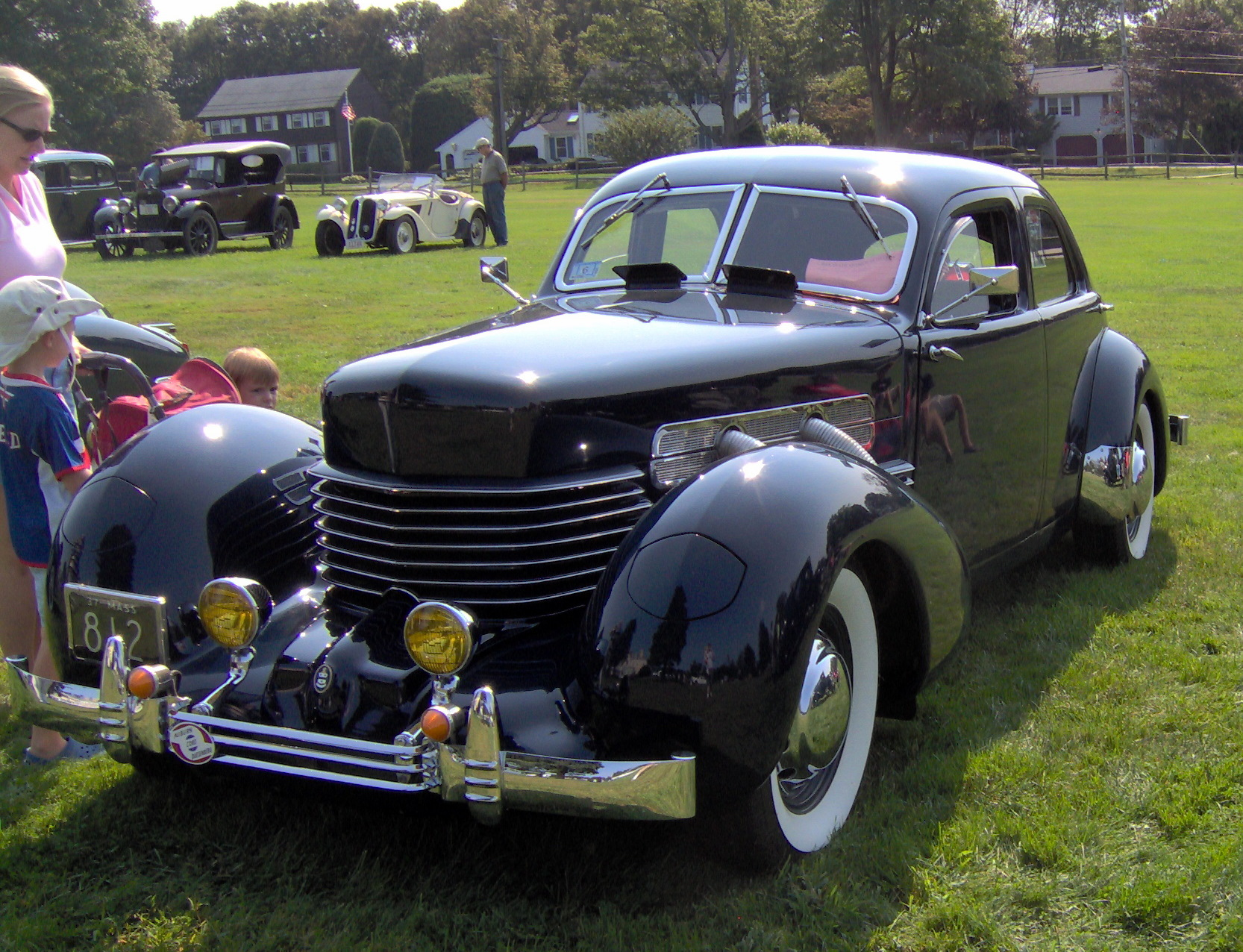
Az 1937-es Cord 812

A Cord egy amerikai autómárka volt, amelyet Errett Lobban Cord alapított 1929-ben, miután rendbe hozta, és a legjobb ár-érték arányú presztízsautóvá formálta az Auburnt, megmentette, és a legexkluzívabb luxusmárkává tette a Duesenberget. Cordot az értékpapír-felügyelet (SEC) perbe fogta különféle tőzsdei szabálytalanságok miatt, és 1937-ben a bíróság ítélete nyomán kénytelen volt megválni részvényeitől. Az új tulajdonos azonnal bezárta a veszteséges gyárakat.

## Története
Charles Eckhart jónevű kocsiépítő fiai, Frank és Morris alapították 1900-ban az Auburn autógyárat. 1924-ben azonban csőd fenyegette a gyárat. Ekkor kérték a sikeres kereskedői hírnevet szerzett E. L. Cord segítségét, felajánlva neki az Auburn vezetését. Tíz éven belül Cord valóságos vállalatbirodalmat épített ki. A birodalom ékköve pedig az 1926-ban bekebelezett Duesenberg lett.
Cord pénzt pumpált a cégbe, amely 1928-ban kihozta legsikeresebb autóját, a híres Duesenberg Model J-t és a feltöltött SJ-t.

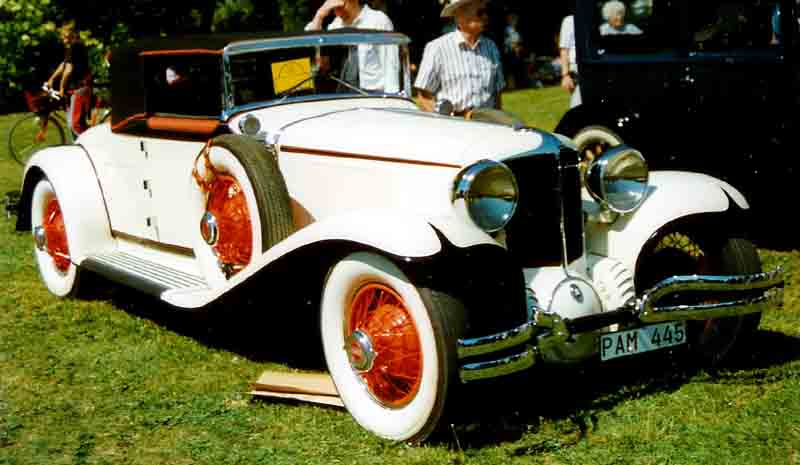
Cord L-29

Az Auburn és a Duesenberg után Cord 1929-ben a saját nevét viselő autóval töltötte ki a két patinás márka közötti rést. A márka legelső típusa az L-29, amely Amerika első fronthajtású autója volt. Ezt 1934-ben követte a 810/812 típus, amely áramvonalas alakjával formatervezési iskolát teremtett.
A 30-as években az üzlet kezdett elromlani. Cordot tőzsdei szabálytalanságok miatt 1937-ben a bíróság elítélte. A gyár új tulajdonosa azonnal bezárta a veszteséges gyárakat.

## Modellek
- L-29

- 810-812